# 사이타정
사이타정(일본어: 財田町)은 일본 가가와현 미토요시에 존재하는 지구이며, 또한 미토요군에 있던 정이다.

## 지리
가가와현의 남서부에 위치하며, 마을 중앙을 흐르는 사이타강과 남부에는 사누키산맥이 있다.

## 역사
- 1890년 2월 15일 - 정촌제 시행에 수반해 미노군 사이타촌이 성립하였다.
- 1899년 4월 1일 - 미노군이 도요타군과 합병해 미토요군이 되었다.
- 1970년 2월 15일 - 정으로 승격해 사이타정이 되었다. 이후 가가와현내 촌이 소멸하였다.
- 2006년 1월 1일 - 니오정, 다카세정, 야마모토정, 도요나카정, 다쿠마정, 미노정이 합병해 미토요시가 되었다.

## 교통

### 철도
- 시코쿠 여객철도
  - 도산 선

### 도로
- 국도 제32호선
- 국도 제319호선 (일본)(일본어판)

## 참고 문헌
- 角川日本地名大辞典編纂委員会, 『角川日本地名大辞典 43 香川県』, 1985, 角川書店